# جواد فرهودی
جواد فرهودی استاد دانشکده کشاروزی دانشگاه تهران و رئیس دانشگاه جامع علمی کاربردی در سالهای ۱۳۷۱ تا ۱۳۷۳ است.

## تولد و تحصیلات
جواد فرهودی متولد شهریور سال ۱۳۲۲ در مراغه است وی لیسانس خود را در رشته کارشناسی آبیاری از دانشکده کشاورزی دانشگاه تهران-پردیس کرج در سال ۱۳۵۲ دریافت کرد و همچنین فارغ‌التحصیل دانشسرای مقدماتی تبریز است. فرهودی در سال ۱۳۵۵ بورس تحصیلی از کشور انگستان را دریافت کرده و فوق لیسانس خود را در دانشگاه کرانفیلد (دانشکده ملی کشاورزی واقع در سیلسو) و دکترا را در دانشگاه ساوت‌همپتون  در رشته «سازه‌های آبی» (با تخصص آب‌شستگی پایاب سدها) به پایان برد.

## فعالیتهای علمی و اجرایی
فرهودی پس از فارع التحصیلی از دانشسرای مقدماتی تبریز به تدریس در دبیرستانهای مراغه به‌عنوان دبیر ریاضیات، زبان انگلیسی، و تعلیمات دینی اشتغال داشت و پس از دریافت مدرک کارشناسی خود وارد آموزش و پروش گردید. او در سال ۱۳۵۳ از آموزش و پرورش به  دانشکده کشاورزی و دامپروری دانشگاه ارومیه  منتقل شد. پس از مدتی به دانشگاه تهران و دانشکده کشاورزی منتقل شد. وی همچنین در سالهای ۱۳۷۱ تا ۱۳۷۳ به عنوان رئیس دانشگاه جامع علمی کاربردی و طی سالهای ۱۳۷۹ تا ۱۳۸۴ به عنوان «رایزن علمی در قاره اقیانوسیه و مالزی» فعالیت کرد. وی اکنون به عنوان مشاور عالی رئیس دانشگاه جامع علمی کاربردی فعالیت می‌کند.

## جستار وابسته
دانشگاه جامع علمی کاربردی